# Kurija (stavba)
Kurija (lat. kuria) bi lahko prevajali s slovensko besedo dvor, vendar gre za dimenjzisko gledano manjšo in manj razkošno grajeno stavbo, v kateri je živelo srednje in nižje plemstvo. Pojavlja se v vseh državah Ogrske krajlevine. Po navadi gre za visokopritlično zidano stavbo, kar je značilno za panonski način gradnje. V Prekmurju se večina teh stavb do danes ni ohranila. Najdemo lahko še kurijo grofa Batthyanyja v Tišini, Berketovo kurijo v Murski Soboti, ter Augustičevo kurijo v Murskih Petrovcih. Pred 19. stoletjem so s kurijo označevali tudi katerokoli stavbo, ki je iztopala od drugih , ter v kateri je živel plemič.